# Tōgo Murano
Tōgo Murano (村野 藤吾, Murano Tōgo), 15 mai 1891 – 26 novembre 1984, est un architecte japonais. Bien que ses années de formation se situent entre 1910 et 1930, il reste actif tout au long de sa vie, et à sa mort, il laisse derrière lui plus de trois cents projets terminés.
Bien que son œuvre ne possède pas de style singulier distinctif, il est reconnu comme un maître de l'interprétation moderne du style sukiya. Son travail comprend de grands bâtiments publics ainsi que des hôtels et des grands magasins, et il est considéré comme l'un des maîtres modernes du Japon.

## Biographie

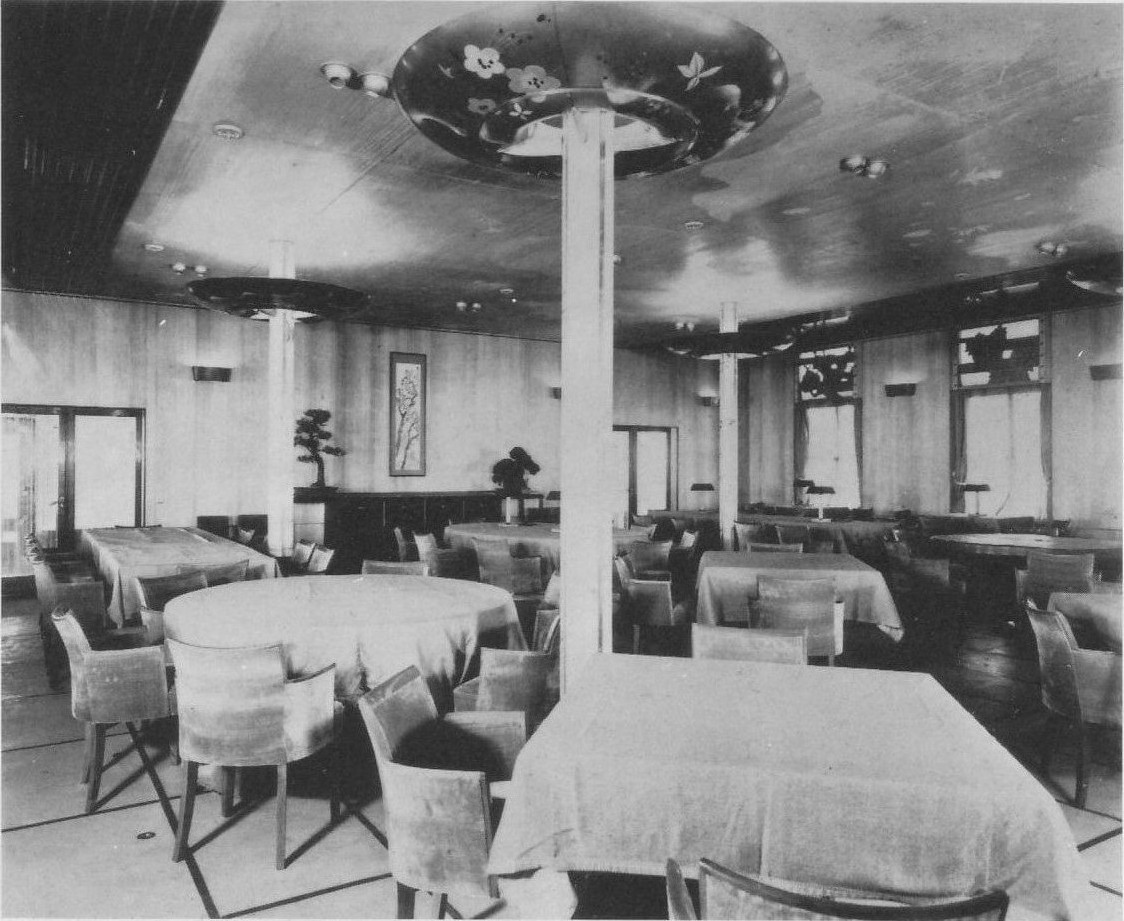
Salle à manger de l'Argentine Maru, 1939

Après avoir servi deux ans dans un corps volontaire militaire, Murano entre au département de génie électrique de l'université Waseda en 1913. En 1915, il est transféré au département d'architecture avant d'être diplômé en 1918. Contrairement à ses contemporains, il déménage de Tokyo à Osaka et commence à travailler au bureau de Setsu Watanabe. Murano passe onze ans au studio de Watanabe et y apprend tous les aspects de la conception tandis qu'il travaille sur de nombreux projets tels que les bureaux, les immeubles commerciaux et les équipements culturels. En 1920, il est envoyé en Amérique et en Europe pour approfondir ses connaissances et le vocabulaire architectural. En 1929, il quitte Watanabe pour fonder son propre studio.
Au cours de l'ère Taishō lorsque la culture au Japon se libère pour la première fois de l'autorité traditionnelle, la culture se politise et les accents nationalistes amènent les architectes modernistes en conflit avec l'État. Murano le libéral canalise ce conflit dans un intérêt pour l'architecture sukiya qui lui permet d'équilibrer tradition et modernisation dans son travail. Contrairement à son contemporain, Antonin Raymond, Murano courtise la simplicité en se concentrant sur les arts élevés comme la cérémonie du thé et l'élégance conceptuelle. Tout en produisant de nombreux bâtiments de style sukiya, comme l'annexe à Kasuien de l'Hôtel Miyako de Kyoto, Murano utilise le style sukiya pour intégrer dans la tradition japonaise des éléments empruntés au style occidental. L'accent mis sur le style sukiya sur les surfaces, la juxtaposition des matériaux et des détails élaborés se retrouve dans son travail, par exemple, le plafond incrusté de nacre du bâtiment de la Nihon Seimei Hibiya et le théâtre Nissei à Tokyo.
En 1949 Murano réorganise son bureau et entre en partenariat avec Tiuchi Mori. Pendant le voyage de Murano en Europe dans les années 1920, il s'intéresse à l'architecture nordique. Des aspects des réalisations d'Eliel Saarinen et Ragnar Östberg tels que l'hôtel de ville de Stockholm se retrouvent dans ses projets d'après-guerre tels que la cathédrale mémoriale pour la paix mondiale (1954) à Hiroshima, le public hall de Yonago dans la préfecture de Tottori (1958) et la bibliothèque circulaire de l'université du Kansai (1959). Certains de ses projets ultérieurs introduisent motifs angulaires, des plans circulaires et des courbes sensuelles (comme le Musée d'Art Tanimura à Itoigawa). Dans d'autres, comme celui de la banque industrielle du Japon, il brouille les frontières entre mur et sol.
La portée du travail de Murano tout au long de sa carrière couvre de nombreux styles d'architecture. Il est influencé par l'architecture japonaise et occidentale, mais ne s'engage dans aucune idéologie particulière. Bien que le volume considérable de son travail lui ait valu d'être critiqué comme simple architecte commercial, il a toujours donné la priorité aux besoins de ses clients.
Il est l'auteur de quelques publications de son vivant. Il s'agit notamment de Staying above style! en 1919 et de L'environnement économique de l'architecture en 1926. Dans son Looking While Moving de 1931, il critique Le Corbusier et le mouvement moderne et déclare que les gratte-ciel de Manhattan sont la voie à suivre.
En plus de ses œuvres d'architecture, Murano conçoit les salons et salles à manger de première classe pour les navires de croisière de luxe, Argentina Maru et Brazil Maru, tous deux lancés en 1939. Les navires sont coulés au cours de la Seconde Guerre mondiale.
En 1973 Murano est fait docteur honoris causa de l'université Waseda. Docomomo International inclut cinq bâtiments de Murano dans sa sélection des 100 plus importants édifices modernistes japonais. Le magazine de design japonais Casa Brutus nomme Murano l'un des maîtres modernes du Japon dans son numéro spécial d'avril 2009.

## Principales réalisations

### Succursale de la société Morigo à Tokyo
C'est le projet inaugural de Murano après avoir quitté le studio de Setsu Watanabe. Achevé en 1931, l'immeuble Morigo est un ensemble de bureaux de six étages situé dans le quartier Nihonbashi de l'arrondissement du Chūō-ku à Tokyo. Les carreaux de sel cuit au four sur la façade donnent une présence plus chaude à la rue que ce qui serait normalement attendu pour un bâtiment de cette taille. Les fenêtres régulièrement espacées affleurant à la face externe de la paroi ainsi que les coins arrondis et les avant-toits exprimés en ligne réduisent l'encombrement visuel et donnent au bâtiment des lignes épurées. En 1960, un septième étage est ajouté, mais cela n'est pas préjudiciable à l'apparence générale.

### Public hall de la ville d'Ube

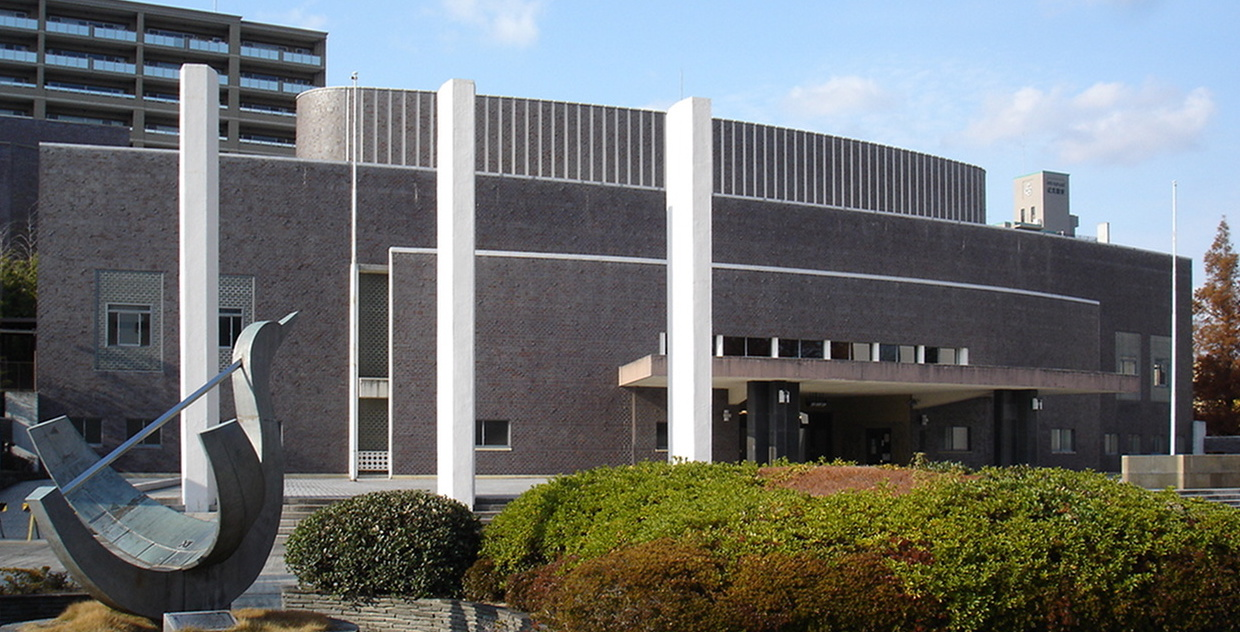
Ancien hôtel de ville d'Ube montrant l'entrée principale et six colonnes en béton autonomes

Pour célébrer ses 40 ans dans l'industrie, Ube Industries (en) donnent ce bâtiment à la ville de Ube en 1937 pour commémorer son fondateur, Yūsaku Watanabe. Le complexe est conçu autour d'une forme d'éventail avec les zones de coulisses au point de pincement de l'éventail qui rayonnent à leur tour sur la scène, l'auditorium et la place d'entrée. Six  colonnes libres à ailettes en béton (trois de chaque côté) encadrent l'entrée principale et représentent chacune des six sociétés affiliées qui ont donné de l'argent pour la construction. À l'origine les tuiles sur les trois cercles concentriques de la façade principale disposent d'un finition en sel glacé carmin brûlé, mais au cours des travaux de restauration en 1994, elles sont remplacées par des tuiles cuites réductrice en terre d'ombre brûlée. Les colonnes de béton apparentes sont également peintes à l'époque.
L'intérieur de l'édifice révèle des détails plus décoratifs que l'extérieur volumétrique. De massives colonnes circulaires soutiennent des espaces courbes éclairés par la lumière naturelle indirecte. La construction de la dalle inversée du toit est une première à l'époque et tant l'acoustique que la visibilité sont reconnues comme étant excellentes.

### Cathédrale pour la paix dans le monde

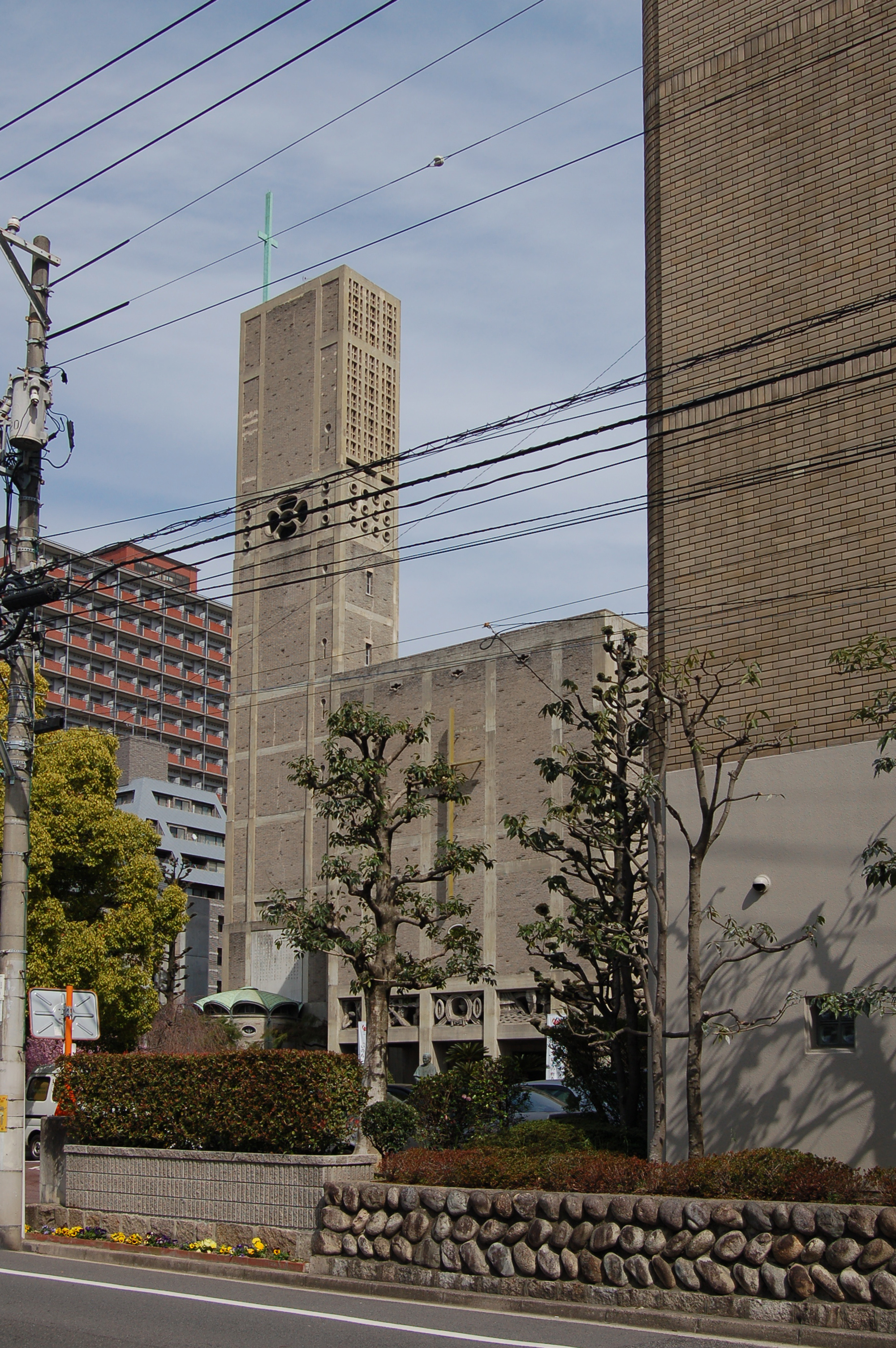
Cathédrale mémorial pour la paix mondiale, Hiroshima, 1954, par Tōgo Murano et Masashi Kondo

La cathédrale catholique originale à cet endroit est détruite lors de l'explosion de la bombe atomique le 6 août 1945. Un concours de conception architecturale  est organisé en 1947 pour désigner un architecte pour la remplacer. Un total de 177 projets sont soumis par les architectes japonais tels que Kenzō Tange et Kunio Maekawa mais aucun vainqueur n'est déclaré. Murano finit par faire la conception même s'il est en fait l'un des jurés.
La cathédrale est située entre le Parc du Mémorial de la Paix de Tange et la gare de Hiroshima. Le traitement volumétrique de la conception est influencé par Auguste Perret, alors que l'inclusion d'un dôme circulaire sur le sanctuaire et de petites chapelles cylindriques de chaque côté du volume principal sont des échos de l'architecture byzantine. Le cadre de béton de poteaux et poutres avec des panneaux internes n'est pas sans rappeler l'architecture traditionnelle japonaise comme le font les formes des fenêtres pénétrant la tour. Les remplissages en briques dans ce cas sont fabriqués à partir de terre contenant les cendres de la bombe atomique et sont orientés de telle sorte que leurs surfaces rugueuses projettent des ombres sur la façade. L'architecte Kenji Imai conçoit les sculptures au-dessus de la porte principale. Murano entreprend un certain nombre de projets religieux après celui-ci et se convertit au catholicisme plus tard dans sa vie.

### Kasuien, l'hôtel Miyako

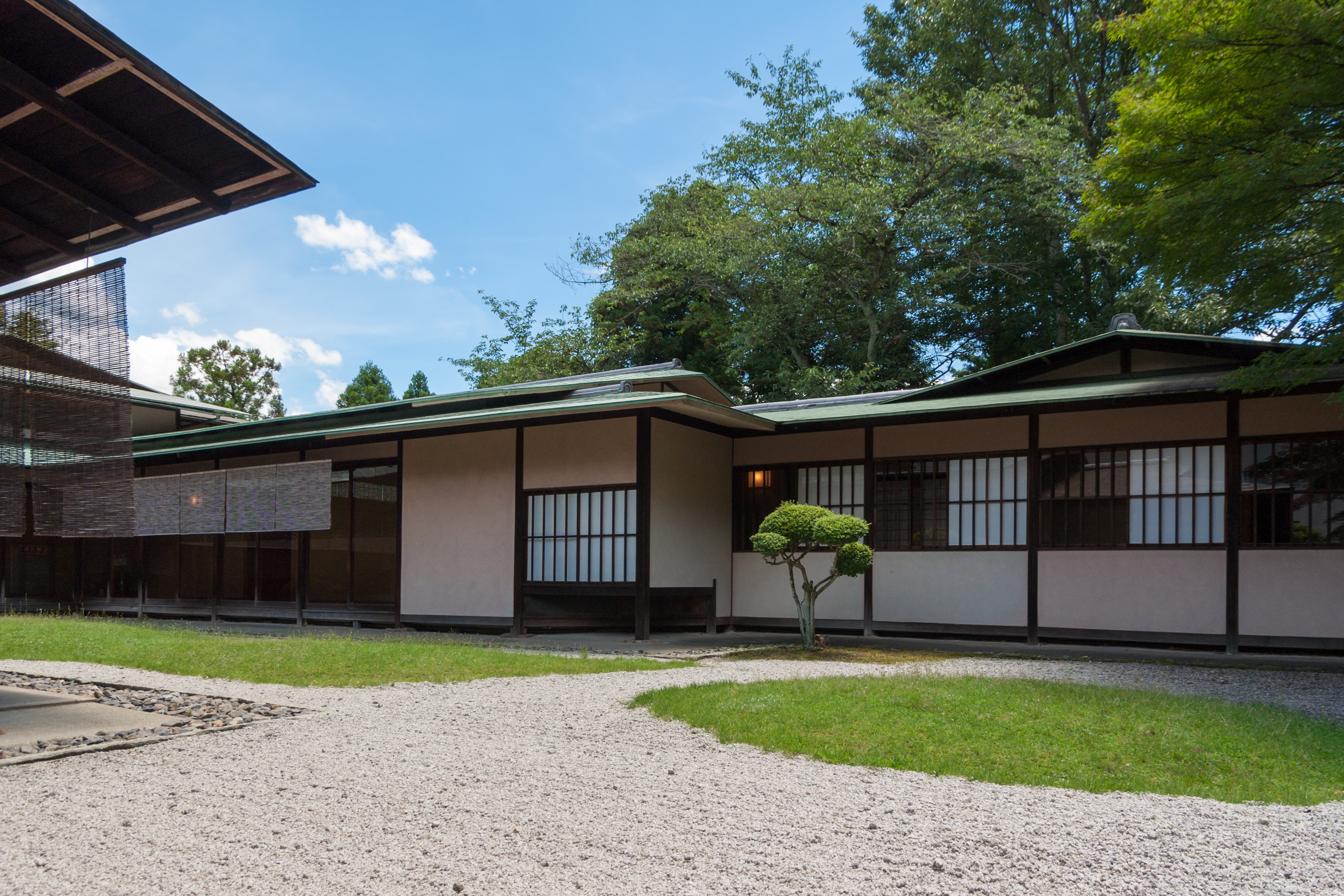
Kasuien, l'hôtel Miyako, Kyoto, 1959

Murano dessine cette annexe à l'Hôtel Miyako de Kyoto dans le style sukiya. Le plan du site à Kasuien est aménagé pour entourer un jardin et est inspiré par celui du Daigo-ji de kyoto. L'annexe se présente comme une série de pavillons installés dans le paysage en pente et reliés par des passerelles couvertes. Bien que la connotation de la conception relève de la tradition sukiya, elle-même ordonnée par les principes de la cérémonie du thé, Murano greffe sur ce concept sa propre interprétation moderne par l'utilisation de matériaux comme l'acier et le béton en tant que structure principale. Il utilise ces matériaux pour modifier des détails par ailleurs traditionnels, les rendant plus minces et plus légers.

### Monastère trappiste de Nishinomiya
Le monastère trappiste de Nishinomiya conçu en 1969 est situé dans les montagnes Rokkō au Japon. Il accueille environ 90 religieuses. Situé sur un site en pente dans les bois, le bâtiment est conçu autour d'un cloître élevé sur lequel les éléments de la construction sont exposés. Bien qu'il ait été comparé au couvent Sainte-Marie de La Tourette du Corbusier, il en diffère en ayant une relation beaucoup plus intime avec son environnement naturel et une façade plus légère.

## Prix et distinctions
- 1967 : Ordre de la Culture
- 1970 : Élu membre honoraire de l'American Institute of Architects
- 1974 : Docteur honoris causa de l'Université Waseda

## Réalisations notables
- 1931 : Succursale de la société Morigo à Tokyo
- 1936 : Grand magasin Sogo, Osaka
- 1937 : Public Hall de la ville d'Ube
- 1954 : Cathédrale mémoriale pour la paix mondiale
- 1959 : Kasuien, hôtel Miyako
- 1959 : Hôtel de ville de Yokohama
- 1969 : Monastère trappiste de Nishinomiya
- 1980 : Hôtel de ville de Takarazuka[27]
- 1983 : Musée d'art de Tanimura, Itoigawa

## Galerie

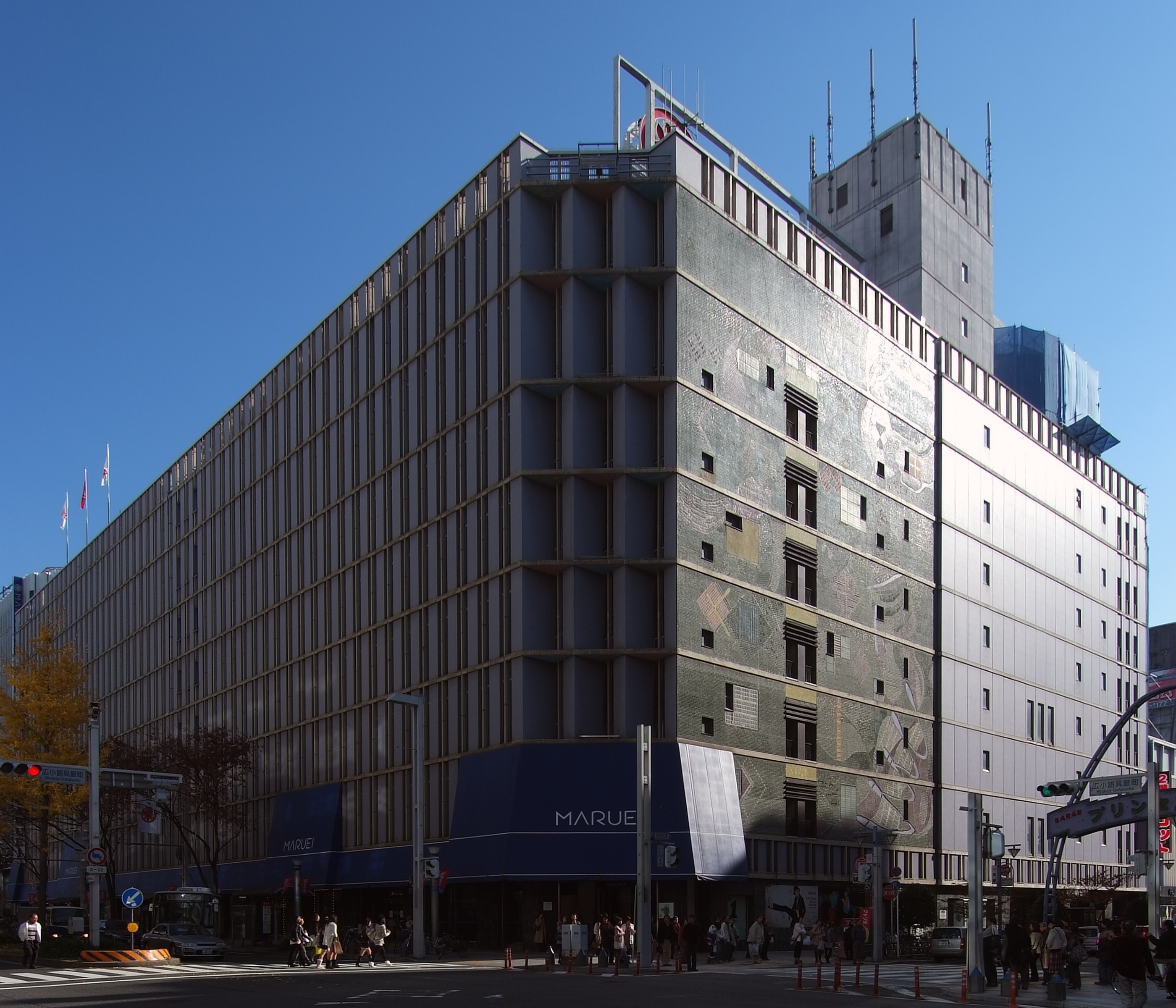
Grands magasins Maruei, Nagoya, 1953
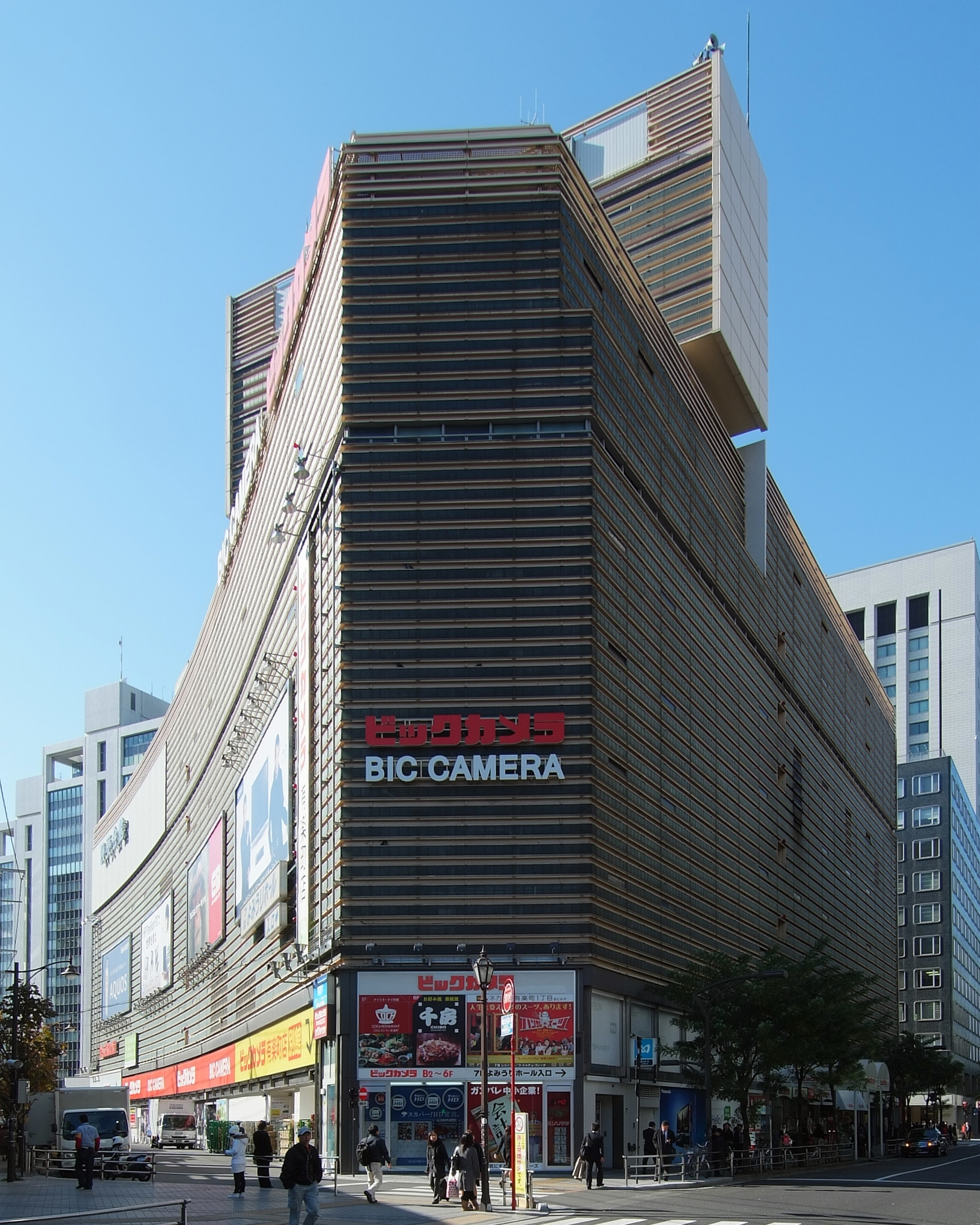
Yomiuri Hall, quartier Yūrakuchō dans l'arrondissement de Chiyoda à Tokyo, 1957
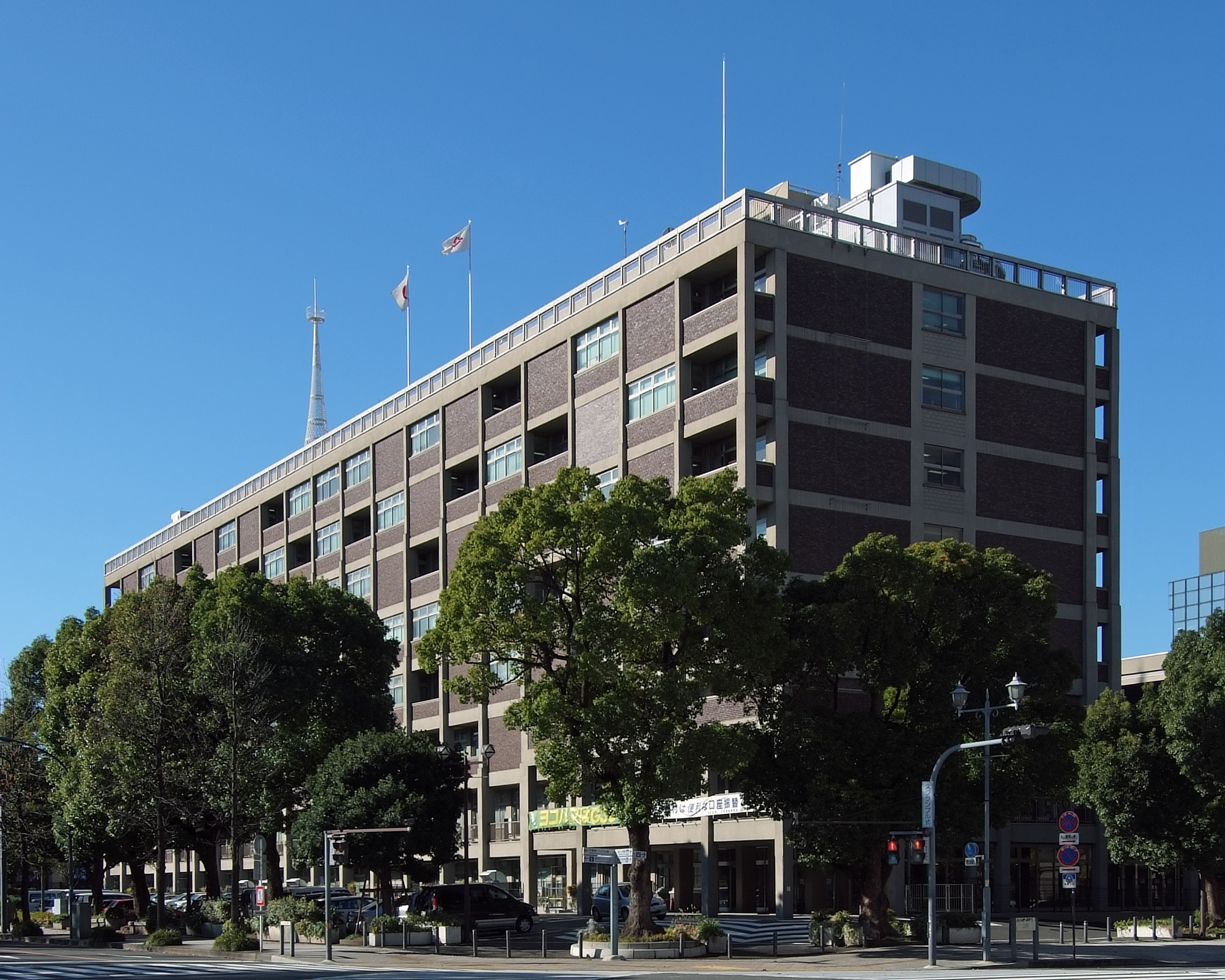
Hôtel de ville de Yokohama, préfecture de Kanagawa, 1959
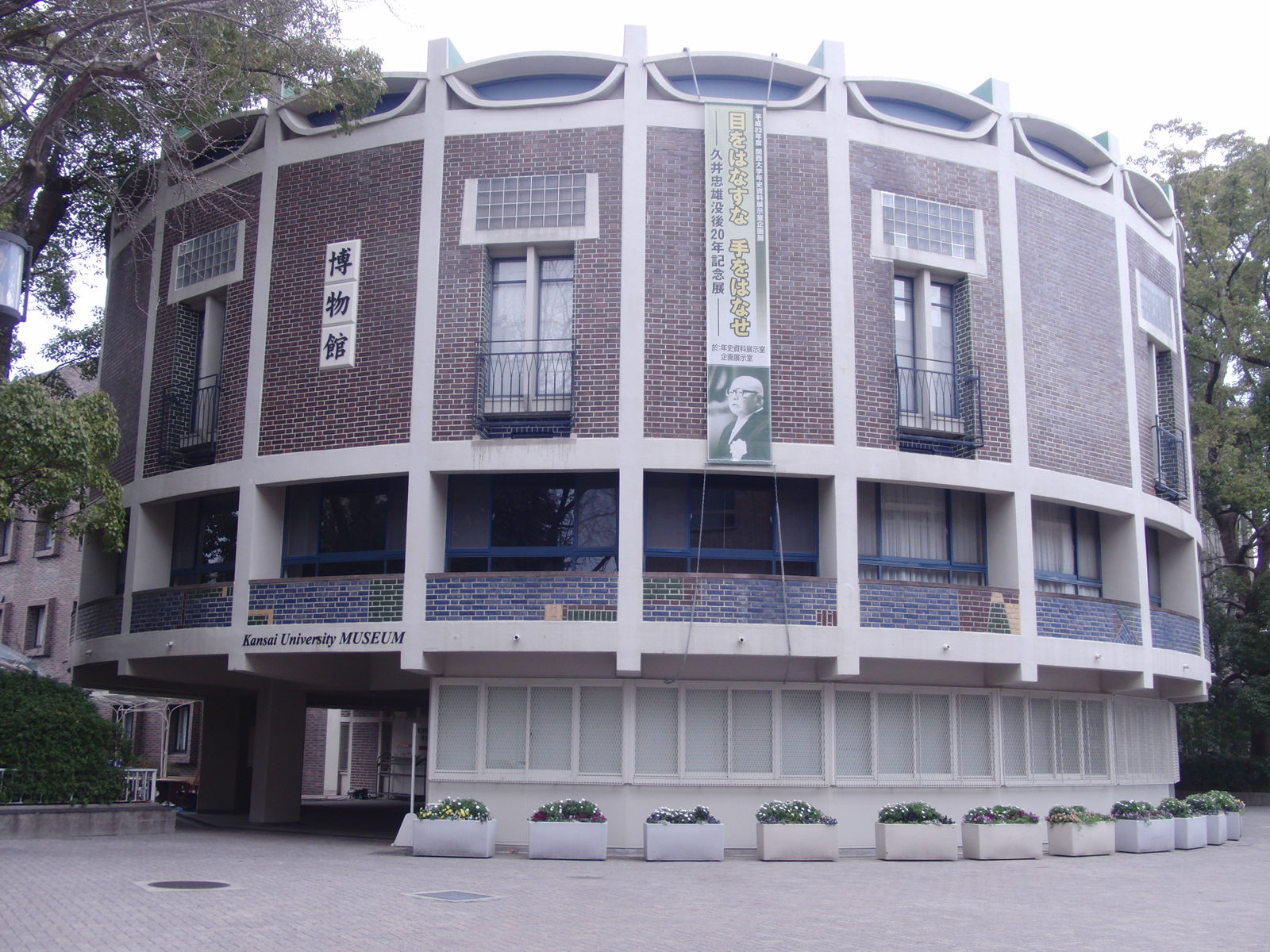
Ancienne bibliothèque circulaire, université du Kansai, 1959
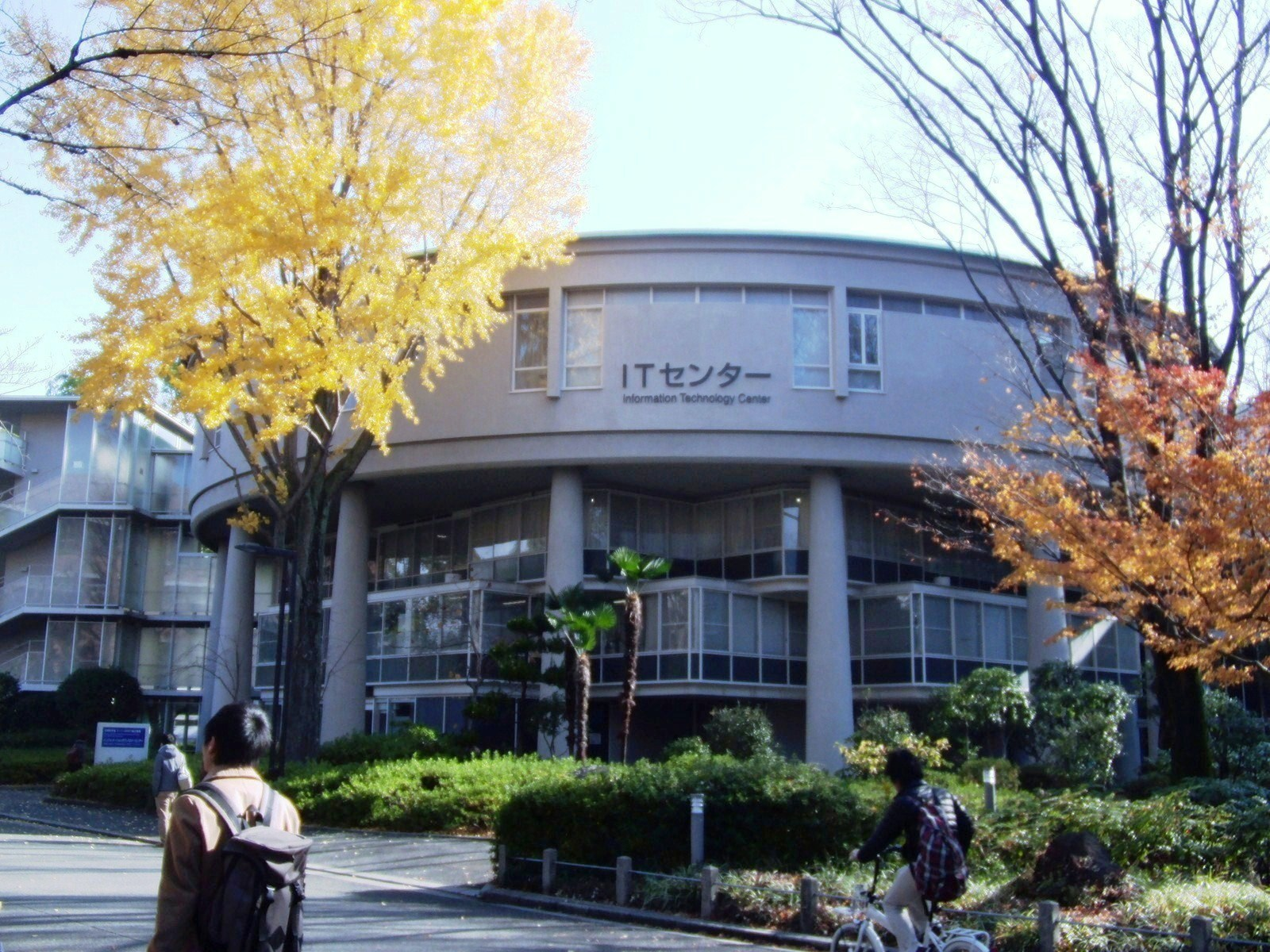
Ancienne bibliothèque des spécialistes, université du Kansai, 1964
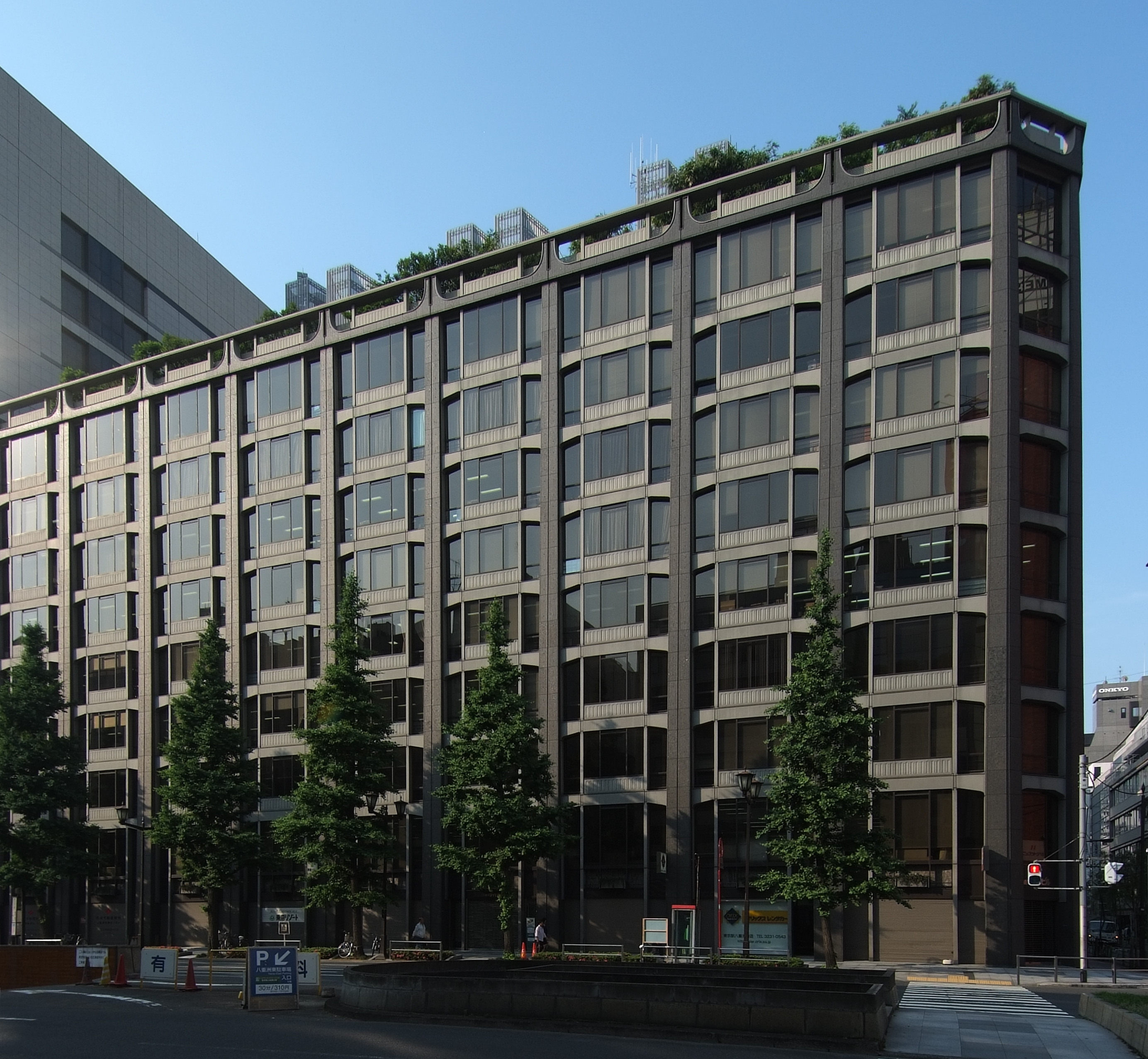
Yaesu Daibiru, arrondissement de Chūō-ku (Tokyo), 1965
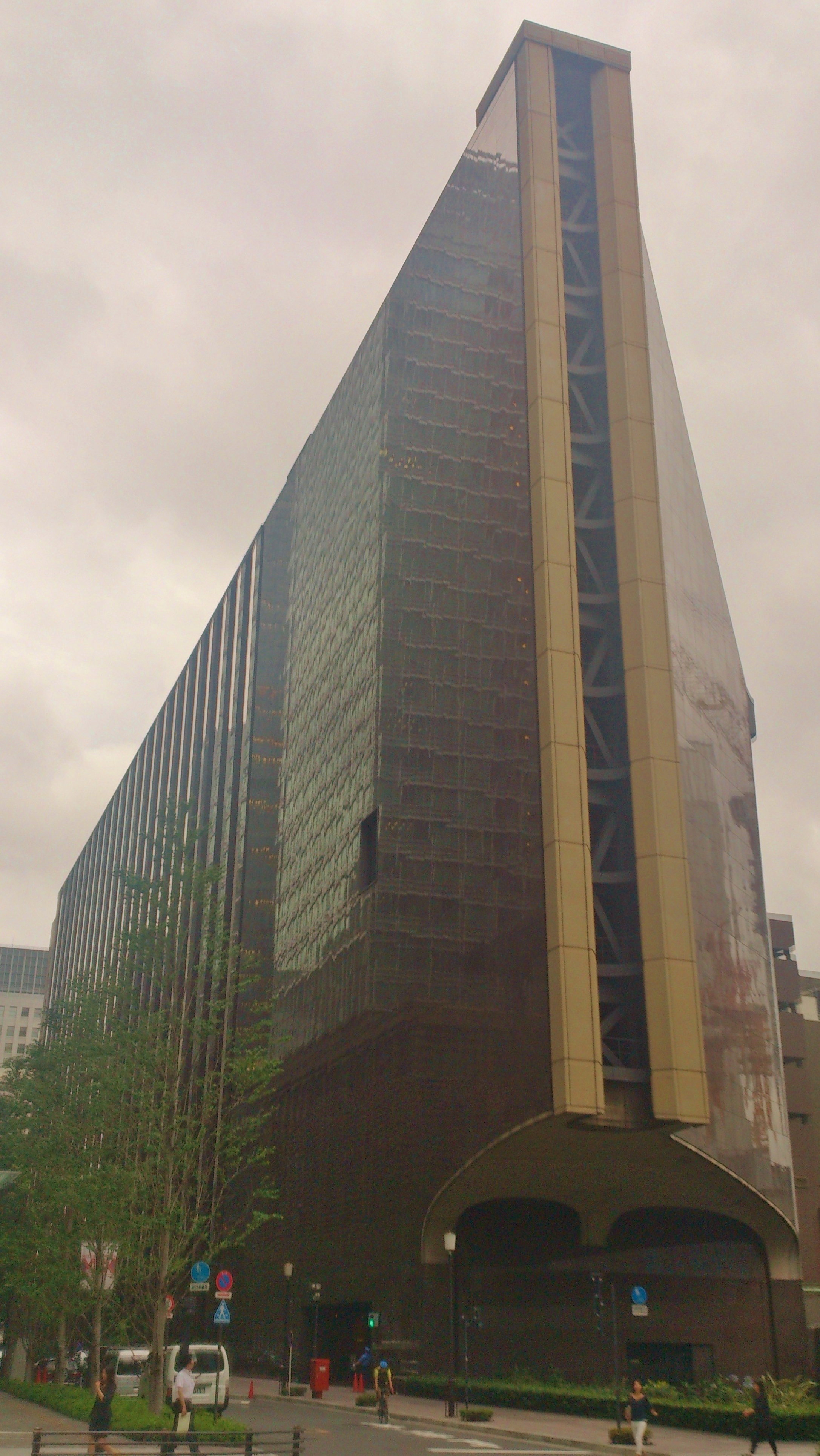
Ancien siège social de la banque industrielle du Japon, quartier Marunouchi à Tokyo, 1974
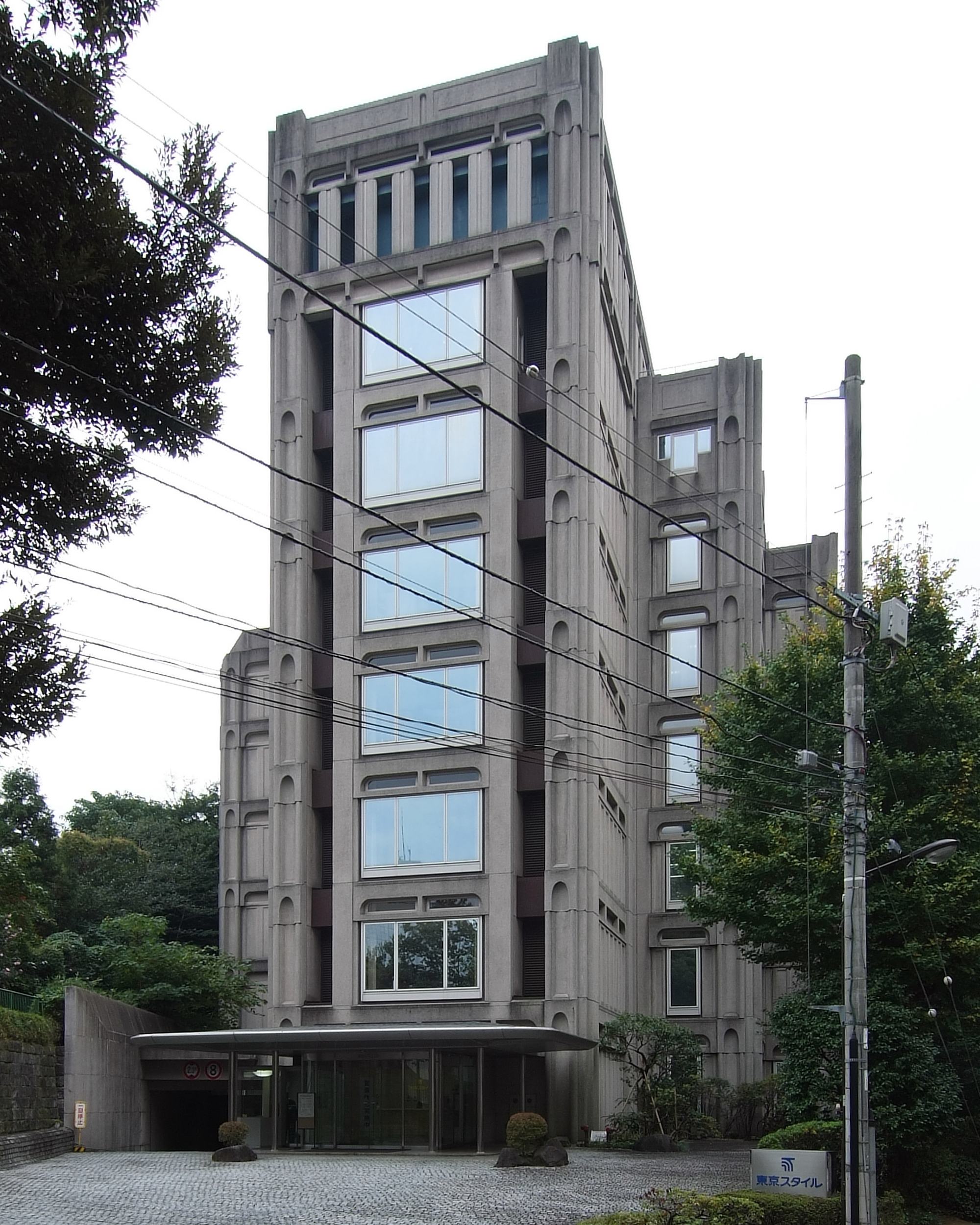
Daibiru Kōjimachi, Tokyo, 1976
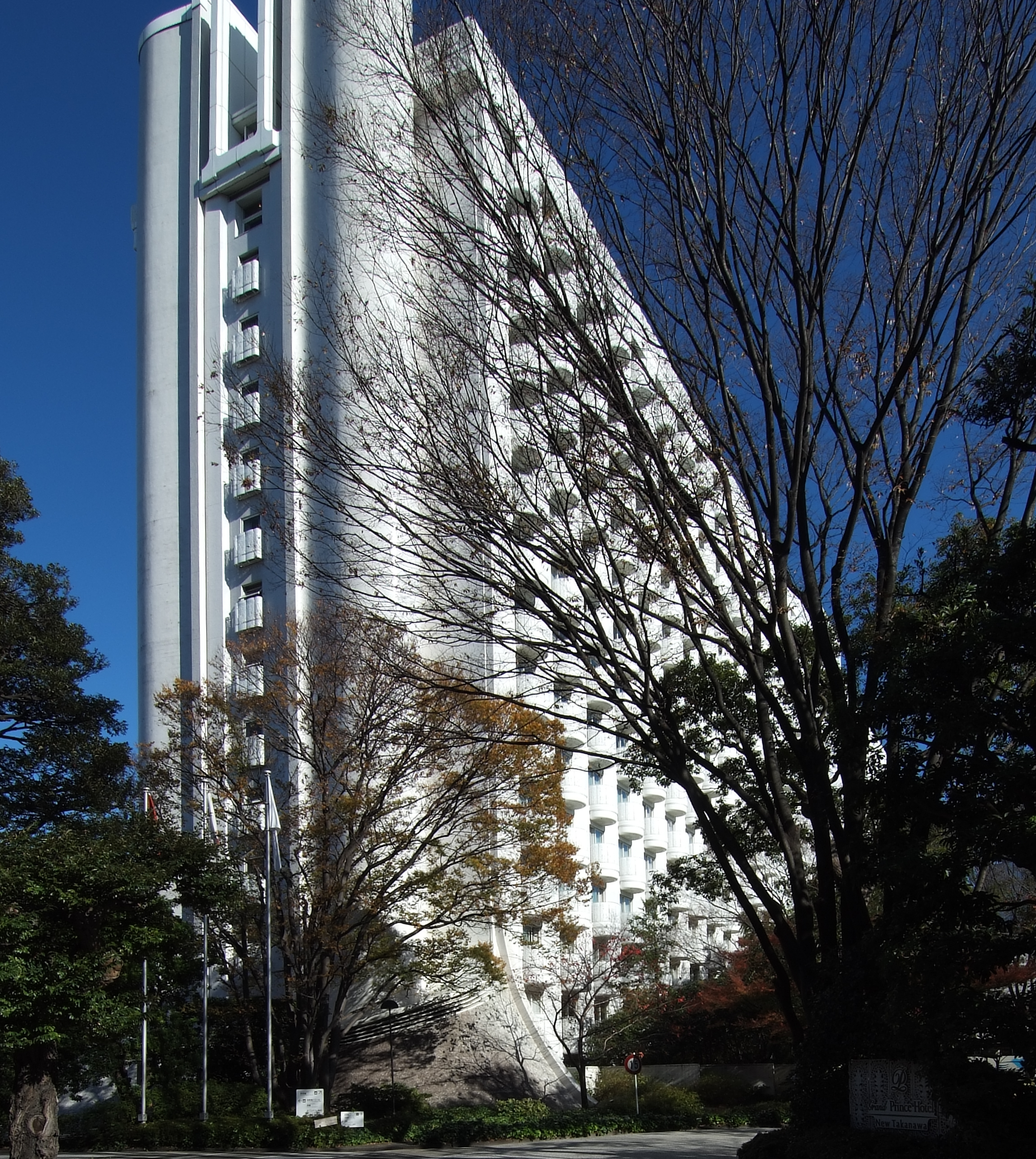
Grand Prince Hotel New Takanaya, 1982

## Source de la traduction
- (en) Cet article est partiellement ou en totalité issu de l’article de Wikipédia en anglais intitulé « Togo Murano » (voir la liste des auteurs).
- Notices d'autorité :   - VIAF
  - ISNI
  - BnF (données)
  - IdRef
  - LCCN
  - GND
  - Japon
  - CiNii
  - NUKAT
  - WorldCat